# Demetrio III Eucarios

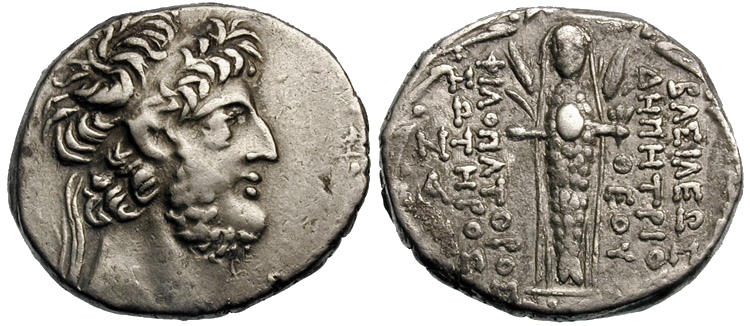
Moneda de Demetrio III.
Anverso: Cabeza de Demetrio III con diadema.
Reverso: Inscripción en griego: BASILEWS DHMHTRIOU QEOU FILOPATOROS SWTHROS "Rey Demetrio, amante hijo y salvador".
Figura: La deidad siria Atargatis, con velo, portando una flor y tallos de cebada en cada hombro.

Demetrio III (muerto en 88 a. C.), llamado Eucarios (‘el oportuno’, posiblemente un malentendido con el despectivo Akairos, ‘el inadecuado’) y Filópator, fue un gobernante del Imperio seléucida, hijo de Antíoco VIII Gripo.

El Imperio seléucida en el 92. a. de C., con los territorios de Demetrio, Antíoco y Filipo.

Con la ayuda de Ptolomeo IX Látiro, rey de Egipto, recuperó parte de los territorios de su padre en Siria c.95 a. C., y estableció su corte en Damasco, desde donde intentó aumentar sus dominios. En el sur derrotó en batalla al rey asmoneo Alejandro Janeo, pero la hostilidad de la población judía lo forzó a retirarse. Mientras intentaba destronar a su hermano, Filipo I Filadelfo, fue derrotado por árabes y partos, y hecho prisionero. Fue confinado en Partia por Mitrídates III hasta su muerte en 88.